# Sieberlehnsches Stipendium zu Zerbst
Das Sieberlehnsche Familienstipendium zu Zerbst ist eine rechtsfähige, nichtkirchliche Stiftung des privaten Rechts mit Sitz in Zerbst/Anhalt in Sachsen-Anhalt und gehört zu den ältesten Stiftungen Deutschlands. Als eine ursprünglich 1378 begründete Altarstiftung wurde das Sieberlehn während der Reformation auf Empfehlung Martin Luthers zu einer mildtätigen Familienstiftung, die studierende Söhne der Stifterfamilien förderte, umgewandelt. Auch andere Zerbster Stiftungen wie z. B. das Küchmeister- und Lietzo’sches Familienstipendium in Zerbst. haben diese Entwicklung vollzogen.

## Gründung und Entwicklung
Im Mittelalter war es eine unter Adligen, aber auch in Städten wie Zerbst/Anhalt bei städtischen Bürgerfamilien, weitverbreitete Sitte, durch die Stiftung von Ländereien Altarlehen zu gründen und Geistliche aus diesen Mitteln zu bestimmten Gedenktagen für die Seele des Stifters und seiner Nachfahren beten zu lassen.
Das Zerbster Familienstipendium Sieberlehn beruht auf Widmungen Zerbster Bürgerfamilien aus den Jahren 1378 und 1663. Es geht zurück auf einen dem Hl. Johannes und der Hl. Elisabeth geweihten Volksaltar in der St. Nikolaikirche. Dieser Messaltar wurde von Angehörigen der Zerbster Bürgerfamilie Stein, den Brüdern Hans und Thilo Stein und ihren verheirateten Schwestern Margarethe Meinstorp, Gese Diderick und Katharina Rode gestiftet. Diese Stifterfamilien werden in der Satzung als Altarstifter bezeichnet. Sie widmeten der Stiftung eine Heidehufe vor dem Zerbster Heidetor, zwei Hufen in der Nähe des Galgenberges und einen Hof in der Stadt selbst, neben dem Franziskanerkloster an der Stadtmauer.

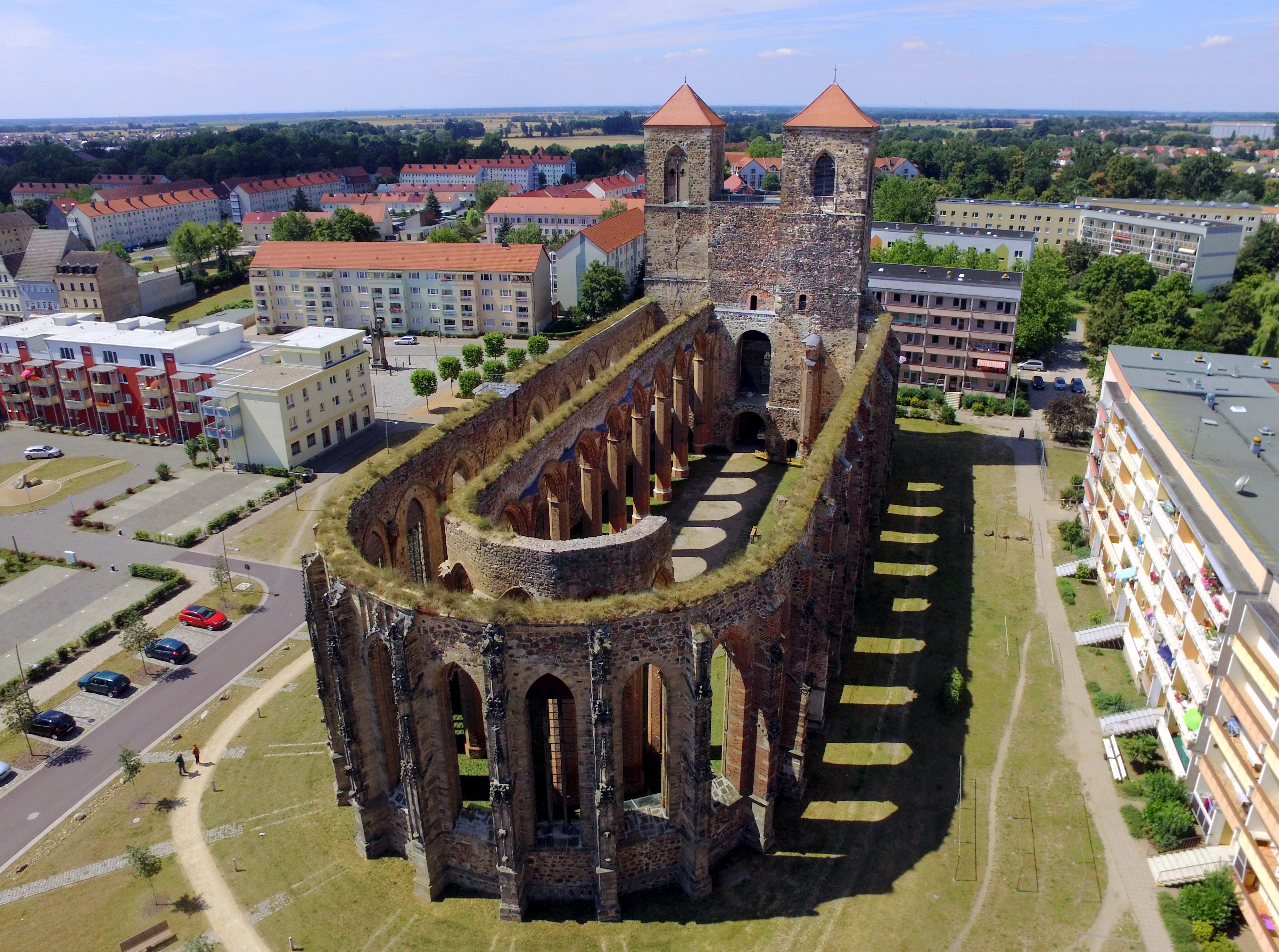
Ruine der ev. Nikolaikirche

Fürst Johann II. zu Anhalt bestätigte für sich und seine Erben im Jahre 1378 diese Stiftung. Das Original des Bestätigungsbriefes ist verloren gegangen. Der Inhalt ist aus einer Abschrift vom 8. Oktober 1591 im Codex diplomaticus Anhaltinus bekannt.
Durch die Reformation verloren die Altarstiftungen aufgrund der veränderten Glaubensinhalte ihren Sinn und das von den Stein’schen Geschwistern begründete Altarlehen wurde durch die Nachkommen der Stifter in ein Familienstipendium umgewandelt.
Noch im 16. Jahrhundert gerieten die zum Genuss des Stipendiums Berechtigten unter sich in Streit, der von dem Bürgermeister und den Ratsmännern der Stadt Zerbst/Anhalt unter Hinzuziehung des Pfarrers der städtischen Patronatskirche St. Nicolai Mag. Wolfgang Amling (fürstl. anhalt., Generalsuperintendent, ein bedeutender Vorkämpfer des reformierten Bekenntnisses), endgültig geschlichtet wurde. Dieser Vergleich aus dem Jahre 1591 wird als renovierte Fundatio des Stipendiums bezeichnet.
Die diesen Vergleich vom 8. Oktober 1591 bestätigende Urkunde wurde von den Bürgermeistern und dem Rat der Stadt Zerbst/Anhalt ausgestellt. In ihr wird das Stipendium zum ersten Mal als der S i e b e r l e h n (aus „Siebener Lehn“) bezeichnet, als Lehn der sieben bei den Verhandlungen anwesenden sogenannten „Patroni“. Dies waren damals:
- 1. Hans Scheurer;
- 2. Jacob Bringezue, Lehrer an der Zerbster Trivialschule;
- 3. Jacobus Georgius, Stadtrichter in Zerbst; diese drei „statt ihrer Eheweiber“;
- 4. Margaretha geb. Gisicke für sich;
- 5. die Tochterkinder der Ehefrau von Hans Niemann, erzeugt von Hans Stolzing und Melchior Albrecht;
- 6. Andreas Müller;
- 7. die Tochterkinder der Ehefrau des Kuheschuler.

Diese Familien werden in der Satzung als Erneuerungsstifter bezeichnet.
Am 8. Januar 1663 wurde das Stipendium noch vermehrt durch eine Hufe Acker auf der Meinsdorfer Feldmark bei Zerbst/Anhalt, die Heidemann’sche Hufe, die der Sieberlehn’schen Freundschaft die Collatrix Regina Bahn (oder Bohn), Ehefrau des Zerbster Stadtrichters Bartholomäus Wenzlow, schenkte.
Durch die Einwirkungen des 2. Weltkrieges in der Stadt Zerbst/Anhalt sind viele wichtige Unterlagen über die Stiftung verloren gegangen. Es liegen Auszüge aus Korrespondenzen der Administratoren mit der herzoglichen Verwaltung aus dem 17./18. Jahrhundert vor, und in wenigen Worten bestätigt das Hof- und Staatshandbuch für das Herzogtum Anhalt (seit 1806/07) aus dem Jahre 1883 die Existenz der Stiftung. Erinnerungen des im April 1945 verstorbenen Nachfahren Oscar Jacobi geben Hinweise auf vielfältige Schwierigkeiten, die das Sieberlehn durch äußere Einflüsse, aber auch durch das Verhalten einiger Administratoren zu bewältigen hatte.

## Zweck der Stiftung und Zugehörigkeit
Das Familienstipendium Sieberlehn ist heute eine Stipendienstiftung.
Familie im Sinne der Satzung sind vor allem die im Familienbuch von 1791 (Abteilung I) mit Geburtsdatum, Vorname und Nachname sowie Vor- und Nachnamen der Eltern ein- und nachgetragenen Abkömmlinge der Erneuerungsstifter.
Familie in diesem Sinne sind nach neuerer Festlegung in der Satzung aber auch die Abkömmlinge der Erneuerungsstifter, die nicht im Familienbuch von 1791 eingetragen sind, soweit sie ihre Abstammung zu diesen lückenlos dokumentiert nachweisen können und damit Anspruch auf Eintrag in das Familienbuch (Abteilung II) haben. Das Gleiche gilt auch für deren Vorfahren bis hin zu den Familien der Altarstifter aus dem Jahre 1378.
Jeder Nachfahre einer der Stifterfamilien kann einen Antrag auf ein Stipendium stellen, wenn er oder sie
- als Student(in) an einer Hochschule eingeschrieben

und
- evangelisch getauft ist.[1]

Um Studienbeihilfe zu bekommen, ist ein Antrag vom Studierenden selbst beim Administrator zu stellen. Er bzw. sie hat den Nachweis der Immatrikulation und ab dem zweiten Studienjahr die Nachweise über den erfolgreichen Studienverlauf bis zum St. Martinstag zu übersenden. Auf Grund der eingegangenen Anträge und der zur Verfügung stehenden Mittel beschließt der Vorstand über den Verteilungsplan für die Stipendien. Die Gelder für die Stipendien stammen aus Pachterträgen der vorhandenen Grundstücke, die sich im Besitz der Stiftung befinden.

## Organisation der Stiftung
Die gültige Satzung berücksichtigt aus Gründen der Gleichberechtigung den Wunsch der Familienangehörigen, auch weiblichen Mitgliedern evangelischen Glaubens künftig den Zugang zu Stipendien zu ermöglichen.
Die Aufsicht über das Sieberlehn’sche Familienstipendium hatte zunächst die Stadt Zerbst/Anhalt, ab 1603 lag die Verantwortung – nach erneuter Landesteilung – beim Herzoglichen Konsistorium des Fürstentum Anhalt-Dessau. Zerbst/Anhalt war jetzt Residenzstadt eines selbständigen kleinen Fürstentums.
Mit Ende des 1. Weltkrieges und dem Verzicht des Hauses Anhalt-Dessau auf den „Thron“ lag die Stiftungsaufsicht bei dem im Juli 1919 neu entstandenen Freistaat Anhalt. Das zuständige Staatsministerium übertrug im Jahre 1930 die Zuständigkeit für die Stiftung auf den Evangelischen Landeskirchenrat in Dessau. Diese bestand auch fort, als in den DDR-Jahren der neu entstandene Rat des Bezirks Halle stiftungsbehördliche Aufgaben übernommen hatte.
Im Jahre 1985 setzte der Landeskirchenrat in Dessau eine Stiftungsordnung in Kraft, die dazu führte, dass das
- Jungmann’sche Familienstipendium zu Zerbst/Anhalt, und das
- Küchmeister- und Lietzo’sche Familienstipendium zu Zerbst/Anhalt, und das
- Sieberlehn’sche Familienstipendium zu Zerbst/Anhalt

unter der Leitung der St. Bartholomäi-Stiftung zu Zerbst/Anhalt zur gemeinsamen Verwaltung zusammengelegt wurden. Bis 1996 sind die Stiftungserträge als Zuschüsse an die Kirchgemeinden in Zerbst/Anhalt geflossen, Stipendien wurden nicht geleistet. Mit der Wiedervereinigung konstituierte sich ab 1990 das Bundesland Sachsen-Anhalt, überwiegend aus Gebieten des früheren Freistaates Anhalt und der preußischen Provinz Sachsen, neu.
Das 1. Dessauer Stiftungsbuch beschreibt sehr anschaulich die Schwierigkeiten, die die neue Verwaltung mit dem Thema Stiftungen in den Anfangsjahren hatte. Die Landesregierung betrachtete die oben beschriebene Zusammenführung der Stiftungen durch den Landeskirchenrat im Jahre 1985 als unwirksam, da diese ohne die erforderliche Genehmigung der Stiftungsbehörde, in diesem Fall des Rates des Bezirks Halle, erfolgt war.
In einem mehrjährigen Prozess wurde darüber hinaus am Beispiel des Küchmeister- und Lietzo’schen Familienstipendiums die Frage geklärt, inwieweit Stiftungen, die auf Altarlehen zurückgehen, kirchliche Stiftungen sind und damit der kirchlichen Aufsicht unterliegen.
Das Bundesverwaltungsgericht bestätigte im Jahre 1999 die Urteile der Vorinstanzen, dass das Küchmeister- und Lietzo’schen Familienstipendium nicht die Kriterien einer kirchlichen Stiftung erfüllt. Das gilt auch für das Sieberlehn’sche Familienstipendium zu Zerbst.
Für die Stiftungsbehörden des Landes, ab 2005 zusammengefasst im Referat Stiftungen des Landesverwaltungsamtes in Halle, war damit der Weg frei, mitzuhelfen, die Altstiftungen des privaten Rechts im Lande mit neuem Leben zu erfüllen. Im Jahre 2003 war die Landesverwaltung durch die Kontaktaufnahme von Nachfahren der Stifterfamilien als Folge eines Hinweises von Wilhelm Schneemelcher eines ehemaligen Stipendiaten aus den 1930er Jahren in der Lage, für die Stiftung einen Notvorstand zu berufen.
Er bestand für sechs Jahre aus folgenden Herren:
- Dietrich Franke, Zerbst/Anhalt[9]
- Sven Handrich (Rechtsanwalt und Regionalhistoriker in Zerbst/Anhalt)[10]
- Rudolf Pörtner, Dresden (Schwiegersohn des o. g. Wilhelm Schneemelcher)[11].

Der Notvorstand hatte die Aufgabe, eine neue Satzung für die Stiftung zu erarbeiten, weitere Nachfahren der Familienstifter ausfindig zu machen und die Verwaltung des Stiftungsvermögens in die eigenen Hände zu nehmen.
Im Februar 2007 genehmigte die Stiftungsbehörde die neue Satzung der Stiftung, deren Name gemäß §1 nunmehr lautet: Sieberlehnsches Stipendium zu Zerbst.

## Organe der Stiftung
Organe der Stiftung sind die Familienversammlung, der Vorstand und der Administrator.
- Die Familienversammlung besteht aus allen volljährigen Nachkommen der Stifterfamilien. Sie tritt mindestens alle fünf Jahre zusammen. Die Versammlung findet immer in Zerbst/Anhalt statt. Den Vorsitz führt der Collator / die Collatrix, ein Familienmitglied, das mindestens 60 Jahre alt sein muss. Der amtierende Collator, der durch die 5. Familienversammlung 2023 gewählt wurde, ist Hans-Otto Bredendiek[12][13]. Von 2008 bis 2023 war Egmont Elschner[14] Collator. Die Aufgaben der Familienversammlung sind insbesondere: die Wahl des Vorstandes, die Wahl des Collators, die Entgegennahme des Berichtes des Vorstandes zur Vermögenslage der Stiftung, die Entgegennahme der Berichte über die Erfüllung des Stiftungszwecks, die Entlastung des Vorstandes, die Beschlussfassung über Richtlinien zur Stipendienvergabe und die Beschlussfassung über Satzungs- und Zweckänderungen.

- Der Vorstand besteht aus mindestens drei, aber höchstens sieben von der Familienversammlung für eine Amtszeit von fünf Jahren gewählten Mitgliedern. Der Vorstand wählt aus seiner Mitte den Administrator. Der Vorstand verwaltet die Stiftung nach Maßgabe dieser Satzung eigenverantwortlich und vertritt die Stiftung gerichtlich und außergerichtlich. Der Vorstand soll weitere Abkömmlinge der Familie ermitteln, um deren Eintragung in das Familienbuch zu ermöglichen und damit den Fortbestand der Stiftung zu sichern. Der Vorstand beschließt über die Pachtverträge und die satzungsgemäße Verwendung der Einnahmen. Er hat insbesondere die Gesuche um Studienbeihilfen nach dieser Satzung zu behandeln sowie über die Verteilung der Stipendien zu beschließen. Der Vorstand tagt mindestens 1× jährlich in Zerbst/Anhalt.

- Der Administrator ist geschäftsführend tätig und vertritt die Stiftung rechtsgeschäftlich. Der Administrator hat die Äcker zu verpachten, die Einhaltung der Verträge zu überwachen und ist für die Verwaltung, Einnahmen und Ausgaben verantwortlich tätig. Der Administrator hat das Familienbuch zu verwahren und die Eintragung in das Familienbuch auf der Grundlage der entsprechenden Vorstandbeschlüsse vorzunehmen. Der Administrator hat dem Vorstand der Stiftung über seine Tätigkeit zu berichten und eine Jahresrechnung vorzulegen. Der Administrator hat die Gesuche zu Stipendienbeihilfen zu prüfen und nach der Satzung zu behandeln. Das Amt des Administrators übernahm im Jahr 2007 der Kaufmann Hans-Peter Mahn, Geschäftsführer einer Regio-Ges. der DB a. D., ihm folgte 2015 Rudolf Pörtner nach und seit 2021 hat Felix Elschner das Amt inne.

Die Mitglieder der Organe sind ehrenamtlich tätig.

## Stiftungsbesitz im Raum Zerbst/Anhalt
Die Stiftung besitzt seit dem 14. Jahrhundert Ackerland im Raum Zerbst/Anhalt. Die Stiftung verfügt über Grundvermögen in der Gemarkung Zerbst/Anhalt:
- Flur 6, Flurstück 13
- Flur 15, Flurstück 1
- Flur 6, Flurstück 17
- Flur 17, Flurstück 8

## Persönlichkeiten
Beispielhaft genannt werden mehrere Persönlichkeiten, die in der Stiftungsverwaltung aktiv waren bzw. ehemalige Stipendiaten der Stiftung waren.
- Johannes Stefan Dancko (1661–1731), Frankfurt (Oder), Bürgermeister von Küstrin
- Friedrich Leopold Brunn (1758–1831), preußischer Prinzenerzieher, Collator des Küchmeister- und Lietzo’schen Familienstipendiums
- Franz Kindscher (1824–1905), Archivrat in Zerbst/Anhalt
- Heinrich Christoph Gottlieb Stier (1825–1896), Gymnasialdirektor in Zerbst/Anhalt, Publizist
- Wilhelm Schneemelcher sen. (1872–1928), evangelischer Theologe, Generalsekretär des Evangelisch-Sozialer Kongress (1902–1923)
- Wilhelm Wapenhensch (1899–1964), deutscher Pianist, Organist, Dirigent und Komponist
- Wilhelm Schneemelcher (1914–2003), evangelischer Theologe, Professor für Neues Testament und Geschichte der Alten Kirche in Bonn
- Rudolf Pörtner (* 1944), Studentenwerks-Geschäftsführer i. R. und mittellateinischer Philologe. Von 2015 bis 2021 Administrator des Sieberlehnschen Familienstipendiums zu Zerbst